# Hans Engell
Pour les articles homonymes, voir Engell.
Hans Engell, né le 8 octobre 1948 à Copenhague (Danemark), est un homme politique danois, membre du Parti populaire conservateur (qu'il préside entre 1993 et 1997) et ancien ministre.